# NGC 4410B
NGC 4410B is een spiraalvormig sterrenstelsel in het sterrenbeeld Maagd. Het hemelobject ligt 351 miljoen lichtjaar van de Aarde verwijderd en werd op 18 januari 1828 ontdekt door de Britse astronoom John Herschel.

## Synoniemen
- NGC 4410-2
- ZWG 70.73
- UGC 7535
- VCC 907
- MCG 2-32-47
- KCPG 335B
- MK 1325
- PGC 40697